# Carpentersville
Carpentersville es una villa ubicada en el condado de Kane en el estado estadounidense de Illinois. En el Censo de 2010 tenía una población de 37691 habitantes y una densidad poblacional de 1.796,39 personas por km².

## Geografía
Carpentersville se encuentra ubicada en las coordenadas 42°7′25″N 88°17′36″O / 42.12361, -88.29333. Según la Oficina del Censo de los Estados Unidos, Carpentersville tiene una superficie total de 20.98 km², de la cual 20.47 km² corresponden a tierra firme y (2.43%) 0.51 km² es agua.

## Demografía
Según el censo de 2010, había 37691 personas residiendo en Carpentersville. La densidad de población era de 1.796,39 hab./km². De los 37691 habitantes, Carpentersville estaba compuesto por el 62.93% blancos, el 6.81% eran afroamericanos, el 0.55% eran amerindios, el 5.52% eran asiáticos, el 0.04% eran isleños del Pacífico, el 20.93% eran de otras razas y el 3.23% pertenecían a dos o más razas. Del total de la población el 50.08% eran hispanos o latinos de cualquier raza.